# Nantal
Nantal is een bestuurslaag in het regentschap Lahat van de provincie Zuid-Sumatra, Indonesië. Nantal telt 653 inwoners (volkstelling 2010).